# Zasada proporcjonalności ryzyka
Zasada proporcjonalności ryzyka – zasada w etyce lekarskiej określająca kryterium wykonywania interwencji medycznych.
Zasada ta wiąże się z niesionym przez wiele procedur medycznych ryzykiem. Zabiegi medyczne zarówno diagnostyczne, jak i terapeutyczne czy też profilaktyczne niosą ze sobą niebezpieczeństwo. Nie jest ono ograniczone do szczególnych przypadków, wprost przeciwnie – większość zabiegów wiąże się z ryzykiem. Może być ono mniejsze lub większe. Niekiedy może nawet przekraczać ryzyko związane z samą chorobą. Niesie to za sobą konieczność odpowiedzi na pytanie, jak wielkie ryzyko jest dopuszczalne.
Zasada ta stanowi, że przeprowadzenie danego działania medycznego można uzasadniać pożądanym celem, jaki chce się dzięki temu działaniu osiągnąć, tylko wtedy, gdy niebezpieczeństwo, które niesie za sobą interwencja medyczna, nie przekracza niebezpieczeństwa, które rozpatrywane działanie ma usunąć.
Należy jednak zwrócić uwagę, że zasada ta nie oznacza, że analiza ryzyka przez lekarza ma przesądzać o wykonaniu bądź nie zabiegu. Warunkiem koniecznym jego przeprowadzenia jest świadoma zgoda pacjenta (lub w pewnych okolicznościach inny rodzaj zgody, np. zgoda udzielana przez przedstawiciela ustawowego pacjenta). Nakłada to na lekarza obowiązek poinformowania chorego o proponowanej interwencji i wiążącym się z nią ryzykiem. Decyzja o przeprowadzeniu interwencji bądź jej nieprzeprowadzeniu powinna być więc podejmowania wspólnie przez pacjenta i lekarza.